# Sony Rana
Sony Rana ou Sonee Rana est la première femme pilote commerciale du Népal. Elle obtient sa licence d'aviation auprès de l'Autorité de l'aviation civile du Népal le 29 mars 1991 sous le numéro de licence 119. Elle est également la première femme népalaise pilote d'avion à réaction.

## Biographie

### Enfance et formations
Sony Rana est née le 17 octobre 1965 à Thamel à Katmandou. Elle fait ses études à l'école Mahendra Bhawan et y obtient son certificat et son diplôme pour poursuivre ses études au Padma Kanya Multiple Campus, un collège pour femmes situé à Bagbazar à Katmandou. Elle part par la  suite  aux États-Unis en 1987 pour suivre une formation en aviation,.

## Carrière d'aviatrice
Sony Rana est  enregistrée auprès de l'Autorité de l'aviation civile du Népal en mars 1991. Deux ans après avoir terminé sa formation de pilote, elle commence à travailler pour la Royal Nepal Airlines Corporation (RNAC). La RNAC avait ouvert un poste vacant pour trois pilotes et 10 pilotes avaient postulé. Elle et Rakshya Rana sont les deux seules femmes à postuler. Parmi les 10, Sony Rana est sélectionnée et commence à travailler pour RNAC, devenant ainsi la première femme pilote commerciale népalaise. Elle débute comme copilote stagiaire le 12 novembre 1990, devient copilote junior le 31 mars 1991 et copilote senior le 14 juillet 1992.
Elle reçoit sa licence Boeing le 23 novembre 2005 du département de l'aviation civile de l'Autorité de l'aviation civile du Népal et commence à travailler comme copilote sur le B 757 depuis le 23 décembre 2005.

## Débat sur la première femme pilote népalaise
Rakshya Rana obtient sa licence d'aviation de l'Autorité de l'aviation civile du Népal en 1992 sous le numéro 123. Cependant, le titre de première femme pilote est contesté par Sony Rana qui a sa licence en 1991 sous le numéro 119. Selon le chef du département de la sécurité des pilotes  l'Autorité de l'aviation civile du Népal, Raju Shrestha, Sony Rana est la première femme pilote népalaise avec une licence d'aviation népalaise alors que Rakshya Rana est la première femme pilote népalaise même si elle a initialement une licence américaine,.

## Récompenses
Sony Rana est reçue dans l'Ordre de Gorkha Dakshina Bahu (quatrième classe) en 1993.